# Zbigniew Babiński

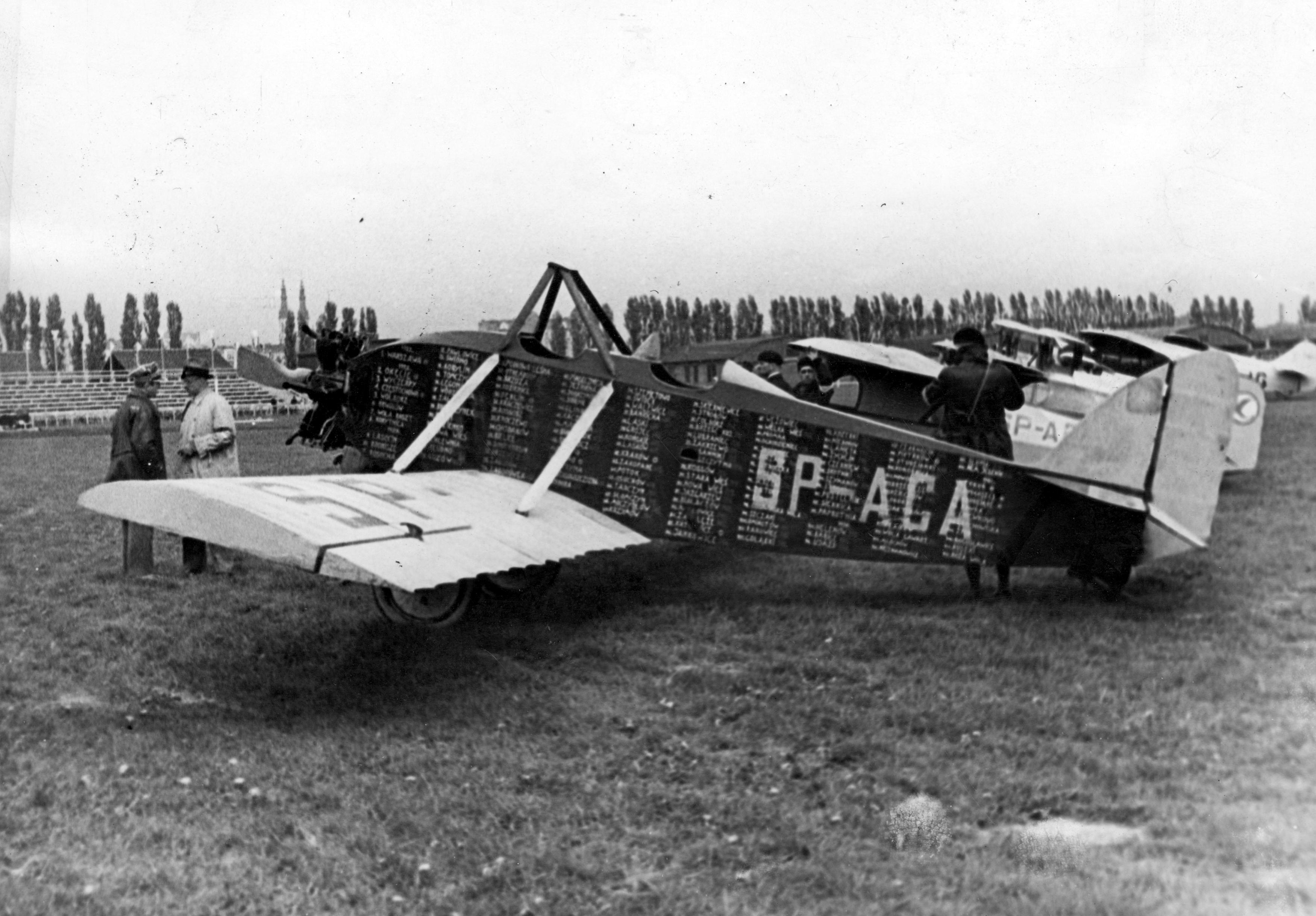
Samolot JD-2 należący do kpt. Babińskiego, widoczna lista odwiedzonych miejscowości

Zbigniew Juliusz Babiński (ur. 13 maja 1896 w Sosnowcu, zm. w kwietniu 1940 w Katyniu) – kapitan pilot Wojska Polskiego, ofiara zbrodni katyńskiej.

## Życiorys
Syn Stanisława i Heleny z Borkowskich. Jako uczeń gimnazjum zbudował w 1912 w Milanówku szybowiec dwupłatowy, który rozbił się podczas prób bez pilota (lecąc jako latawiec). W 1913 zbudował drugi dwupłatowy szybowiec, na którym wykonywał krótkie loty.
W listopadzie 1918 Zbigniew Babiński uczestniczył w akcji rozbrajania Niemców. Po odzyskaniu niepodległości przez Polskę wstąpił do polskiego lotnictwa wojskowego. Służył jako podporucznik pilot w 1 eskadrze wywiadowczej podczas wojny polsko-radzieckiej. Zajmował się m.in. opracowywaniem techniki ataków lotniczych z lotu koszącego przeciw kawalerii radzieckiej. Szczególnie wyróżnił się 14 sierpnia 1920 atakując i rozpraszając baterię artylerii pod Pułtuskiem.
W okresie międzywojennym służył w jednostkach lotniczych we Lwowie, Bydgoszczy, Dęblinie i Warszawie. Od 1921 w 1 pułku lotniczym, później w Centrum Wyszkolenia Podoficerów Lotnictwa. 3 maja 1926 został mianowany kapitanem ze starszeństwem z 1 lipca 1925 i 23. lokatą w korpusie oficerów aeronautycznych. W 1937, w związku utworzeniem korpusu oficerów lotnictwa, został zaliczony do grupy technicznej. W marcu 1939 pełnił służbę w 1 pułku lotniczym na stanowisku I oficera nadzoru technicznego parku Bazy Lotniczej.
W 1922 wziął udział w pierwszych w Polsce zawodach lotniczych – I Krajowym Locie Okrężnym zajmując 3. miejsce.
Jako członek Aeroklubu Warszawskiego szczególnie aktywnie zajmował się rozwojem polskiej turystyki lotniczej. Oblatał samoloty amatorskie D-1 Cykacz (1925) i WZ-XI Kogutek (1927). W 1928 odbył na Kogutku I pierwszy turystyczny rajd po Polsce długości ponad 600 km. Samolotem tym wziął udział w II Krajowym Konkursie Awionetek w 1928 (9. miejsce), a także w III konkursie w 1930, z którego jednak został wycofany. Nabył rozbity w 1929, a następnie wyremontowany samolot JD-2 (SP-ACA), którym wykonał wiele lotów turystycznych. Badając możliwości rozwoju lekkiego lotnictwa, lądował tym samolotem w 225 miejscowościach w Polsce (według innych źródeł – 330), których nazwy zostały wypisane na burcie samolotu. W 1936 kupił do celów turystycznych kolejny samolot, RWD-7, używany do 1938. Do jego dyspozycji następnie oddano prototyp samolotu RWD-16. Do samego tylko 1937 roku Zbigniew Babiński wylądował w ok. 400 przygodnych miejscach w Polsce.
W lipcu 1930 Zbigniew Babiński na samolocie PWS-50 wziął udział w międzynarodowych zawodach Challenge 1930, nie ukończył jednak lotu okrężnego wokół Europy (według różnych informacji, został zdyskwalifikowany za przekroczenie czasu, aczkolwiek ukończył lot poza konkursem lub wycofał się z powodu choroby lub uszkodzenia podwozia samolotu).
Po wybuchu II wojny światowej 1939 podczas kampanii wrześniowej służył wykonując loty zwiadowcze na samolocie RWD-14 Czapla (ostatni 16 września). Po agresji ZSRR na Polskę z 17 września 1939 został aresztowany przez sowietów w nocy z 17 na 18 września. Był przetrzymywany w obozie w Kozielsku. Wiosną 1940 został przetransportowany do Katynia i rozstrzelany przez funkcjonariuszy Obwodowego Zarządu NKWD w Smoleńsku oraz pracowników NKWD przybyłych z Moskwy na mocy decyzji Biura Politycznego KC WKP(b) z 5 marca 1940. Został pochowany na terenie otwartego 28 lipca 2000 Polskiego Cmentarza Wojennego w Katyniu, gdzie w 1943 jego ciało zidentyfikowano podczas ekshumacji prowadzonych przez Niemców pod numerem 1958. Przy zwłokach Zbigniewa Babińskiego zostały odnalezione: karta szczepień, rozkaz wyjazdów, zaświadczenie. Figuruje na liście wywózkowej z 1 kwietnia 1940.
5 października 2007 minister obrony narodowej Aleksander Szczygło mianował pośmiertnie kpt. Zbigniewa Babińskiego na stopień majora. Awans został ogłoszony 9 listopada 2007 w Warszawie, w trakcie uroczystości „Katyń Pamiętamy – Uczcijmy Pamięć Bohaterów”.
Jego żoną była Henryka, z którą miał dwóch synów.

## Ordery i odznaczenia
- Srebrny Krzyż Zasługi (12 maja 1933)[27]
- Polowa Odznaka Pilota nr 45 (11 listopada 1928) „za loty bojowe nad nieprzyjacielem w czasie wojny 1918–1920”[28]
- Krzyż Kawalerski Orderu Gwiazdy Rumunii (Rumunia)[15]
- Krzyż Kawalerski Orderu Lwa Białego (Czechosłowacja, 1928)[29][15]
- czechosłowacka Odznaka Pilota (11 listopada 1937)[30]